# 近江鉄道300形電車
近江鉄道300形電車（おうみてつどう300けいでんしゃ）は、西武鉄道より3000系を譲受・改造して導入した近江鉄道の通勤形電車である。
以下、本項では300形電車を「本系列」と記述し、各編成の近江八幡・貴生川方先頭車であるモハ300形の車両番号を編成呼称とする（301-1301の編成であれば「301編成」）。

## 概要
2014年度（平成26年度）に西武鉄道より譲り受けた同社3000系電車を自社電車区にて改造、モハ300形+モハ1300形として2020年（令和2年）から翌年にかけて2両編成2本を導入した。近江鉄道では7年ぶりの新形式車両で、初の界磁チョッパ制御方式の車両となる。
6・8両編成を種車とし、中間電動車2両に制御車の先頭部構体を移設する先頭車化改造が行われている。このため100形の104・105編成と同様に乗務員室直後には側窓がない。導入に際してはワンマン運転対応改造、行先表示器の白色LED化、車内案内表示装置の設置などが施工されており、このうち車内案内表示器と白色LEDの行先表示器は、近江鉄道で初採用となる。なおスカートは両編成とも西武時代に設置済である。
車体色は100形同様に琵琶湖をイメージした水色（オリエントブルー）としつつ、白帯のない新たなデザインが採用された。

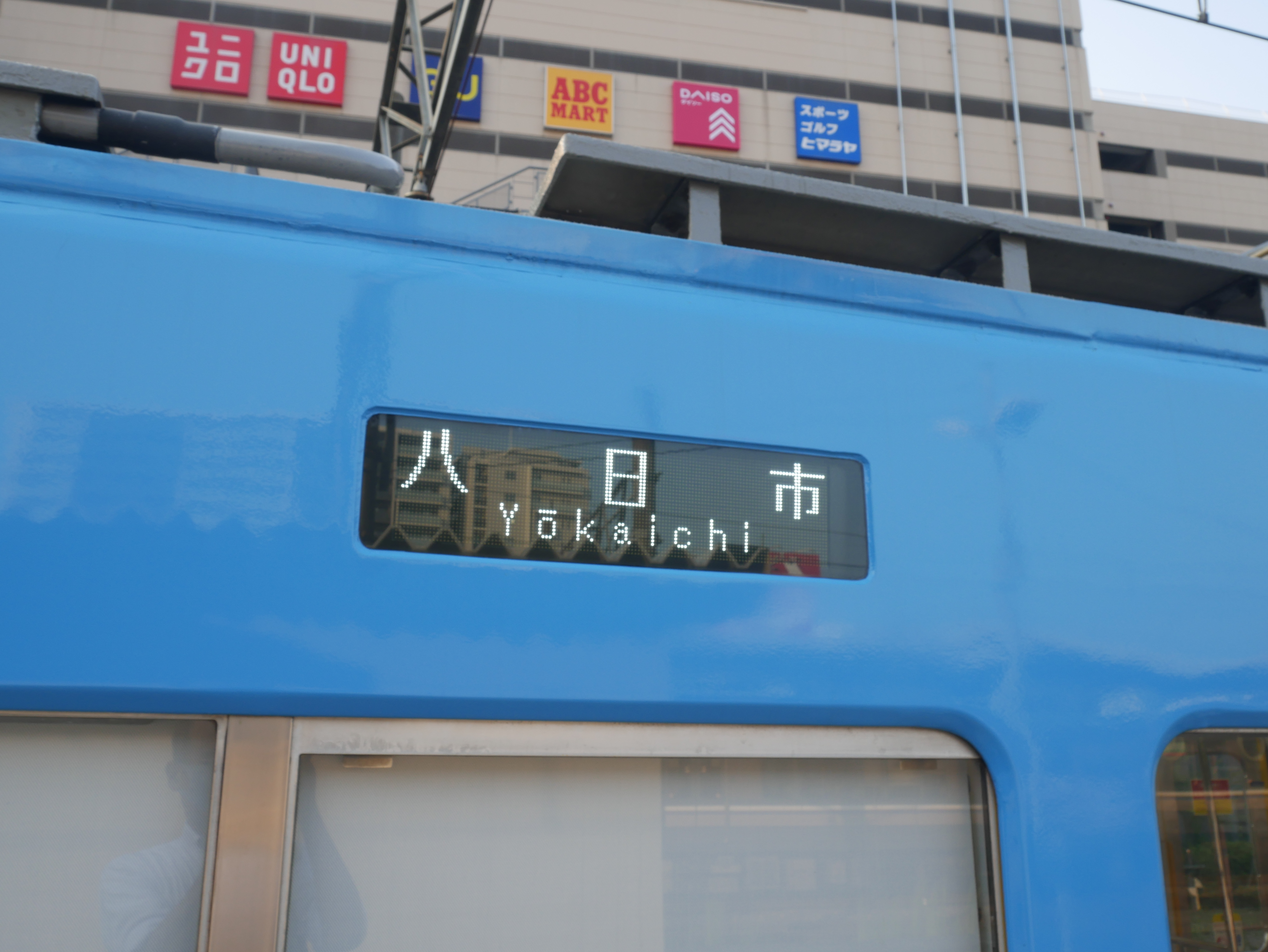
側面のLED表示器 （モハ301 2020年8月）
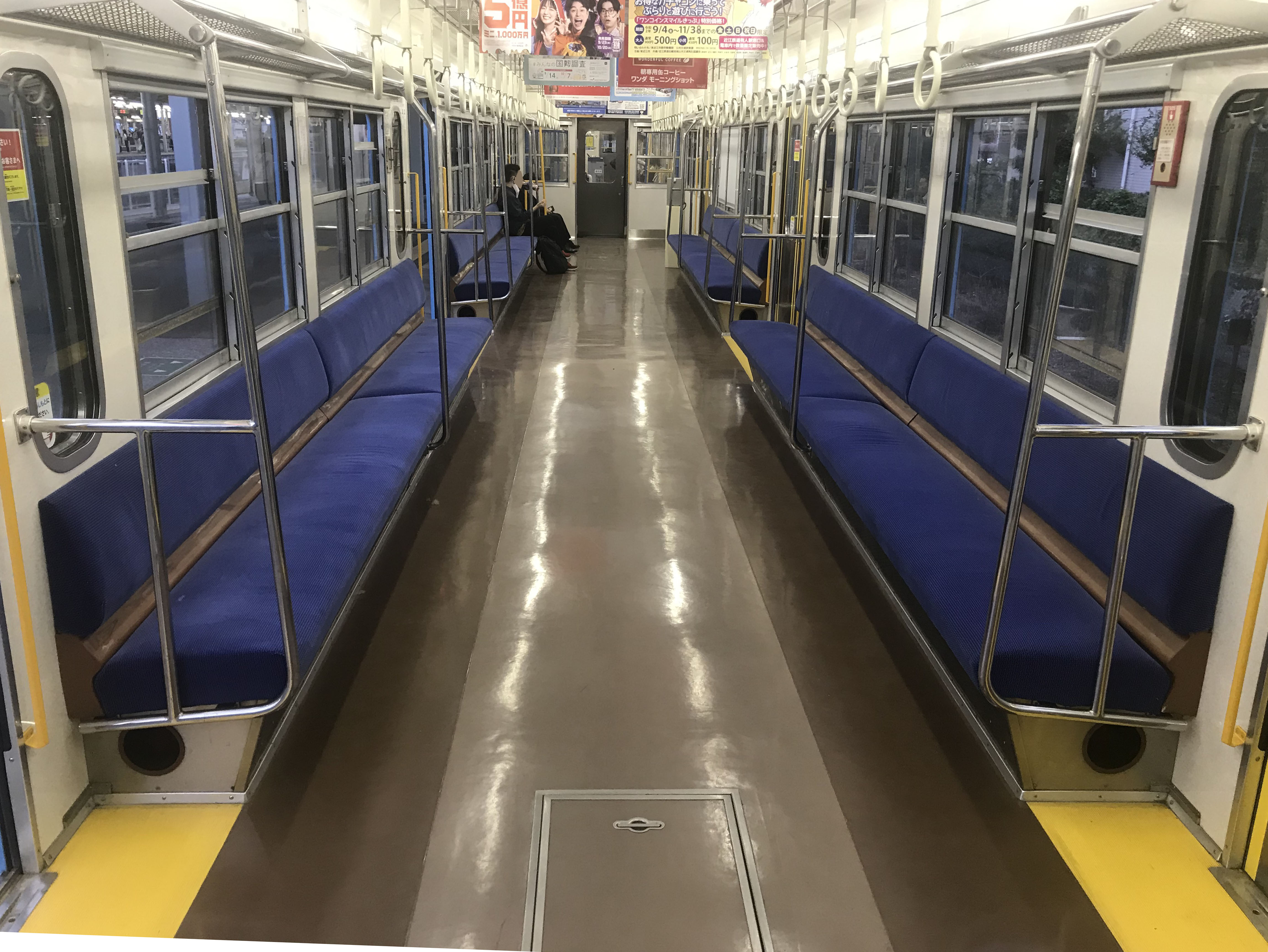
車内全景 （モハ301 2020年10月）
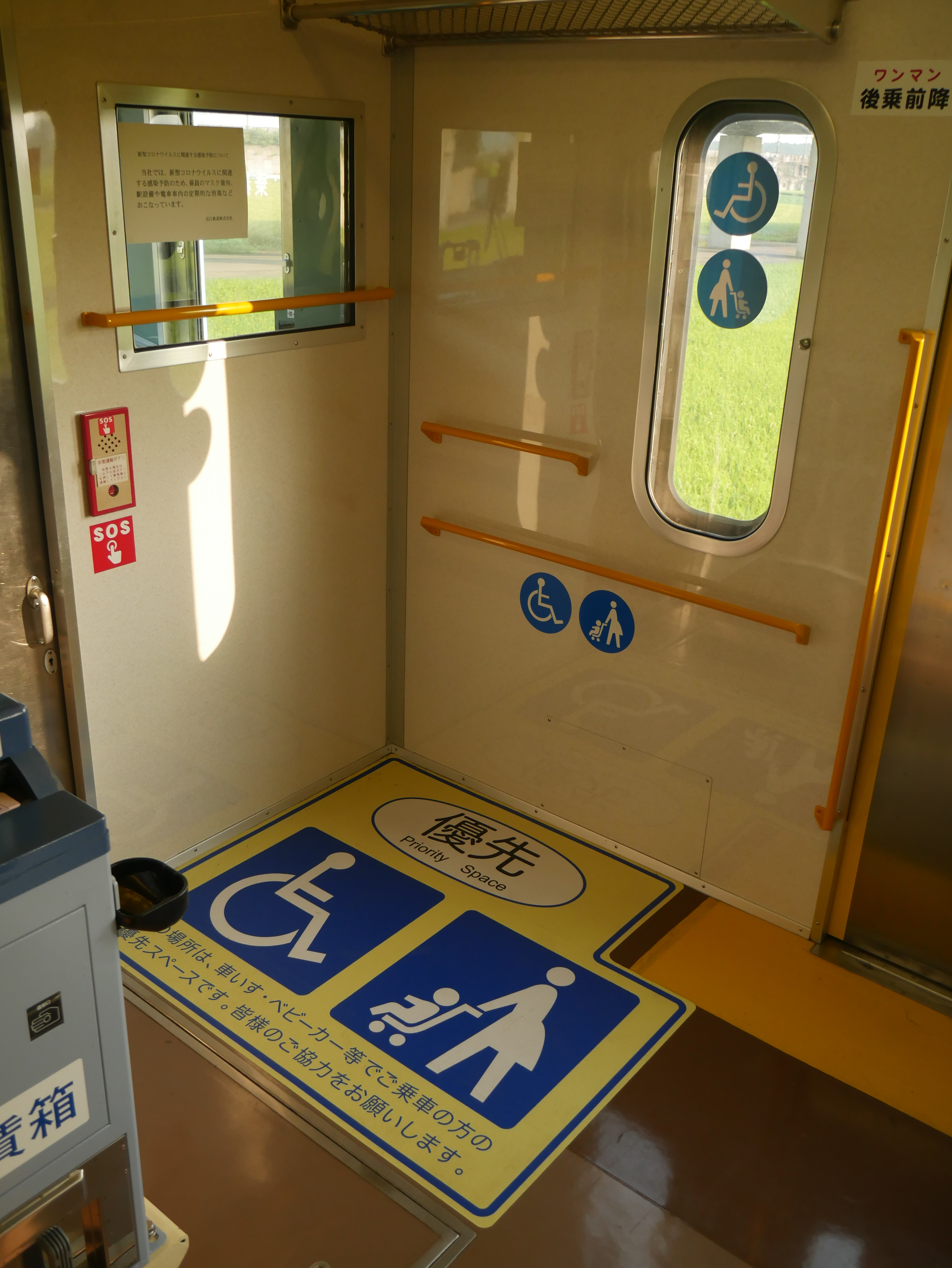
車内の車椅子スペース （モハ301 2020年8月）
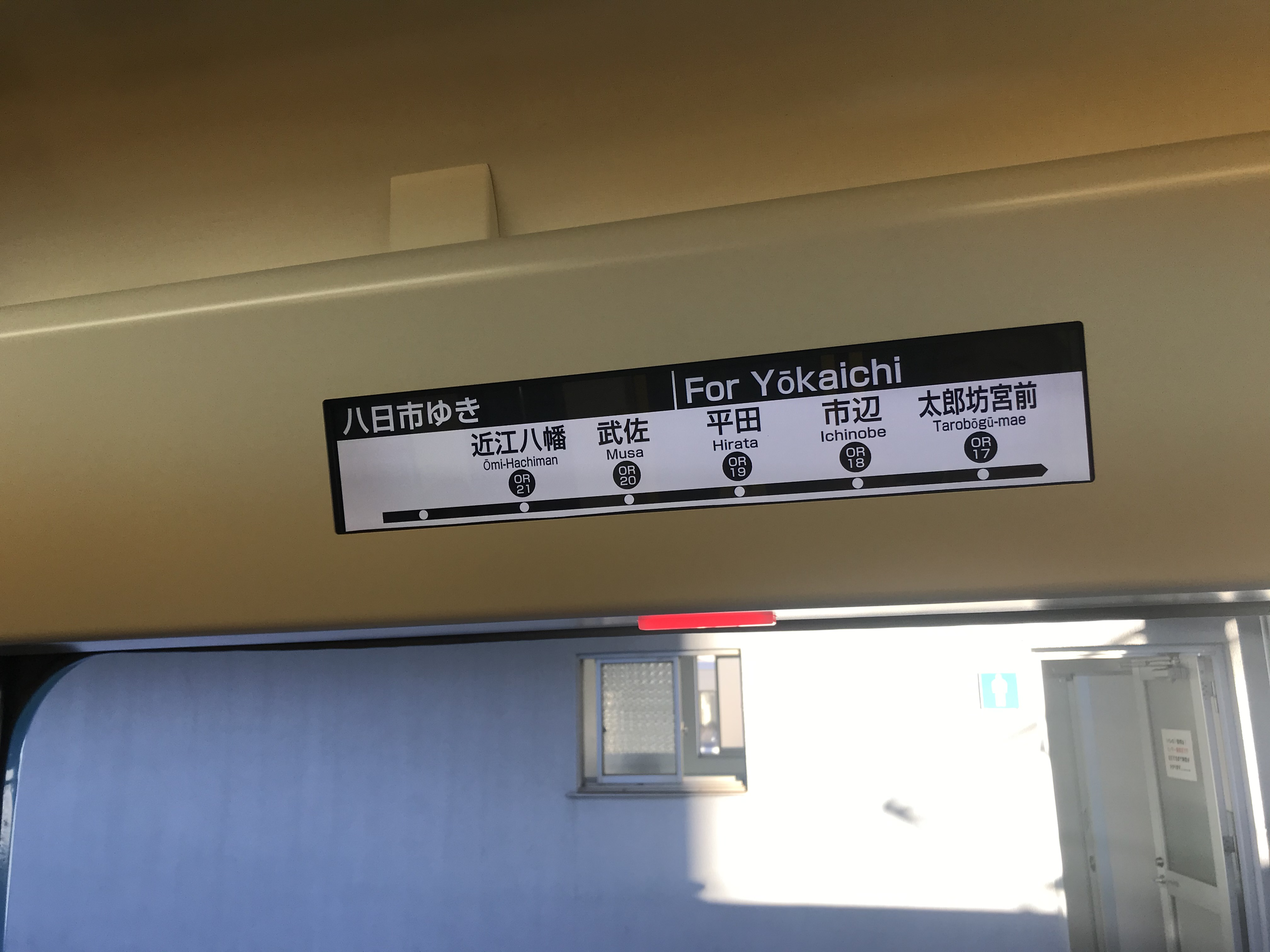
車内案内表示器 （モハ301 2020年9月）

## 編成
| 車両番号     | モハ301-モハ1301                       | モハ302‐モハ1302                       |
| 写真         |                                        |                                        |
| 竣工日       | 2020年7月1日                           | 2021年7月2日                           |
| 近江営業開始 | 2020年8月1日                           | 2021年7月28日                          |
| 西武番号     | モハ3107-モハ3108 （3007編成の中間車） | モハ3109-モハ3110 （3009編成の中間車） |
| 製造日       | 1984年7月                              | 1984年12月                             |
| 西武廃車日   | 2014年11月28日                         | 2014年12月26日                         |
| 備考         | クハ3007・クハ3008の運転台取付         | クハ3009・クハ3010の運転台取付         |

## 運用
301編成は2020年（令和2年）5月中旬の営業運転開始を予定していたが、新型コロナウイルスの感染拡大と緊急事態宣言の発令で延期となっていた。同年7月23日に試乗会を行い、8月1日より営業運転を開始した。
302編成は2021年（令和3年）7月24日に近江鉄道パートナーズクラブ限定の試乗会を行った後、同月28日に営業運転を開始した。